# Альдобрандіні
Альдобрандіні (італ. Aldobrandini) — благородне флорентійське сімейство, на відміну від інших родів того ж імені мало назву di Madonna. В князівську гідність звів родич Іпполіто Альдобрандіні, майбутній Папа Римський Климент VIII (папа).
Сальвестро Альдобрандіні, один з найвидатніших юристів свого часу, народився 24 листопада 1499 року у Флоренції та читав римське право в місті Пізі. Вигнаний з Флоренції як один з головних діячів опозиції проти Медічі 1527-1530, він вирушив спочатку до Рима, потім у Неаполь, зробився в 1536 році подеста в Фанно, а в 1537 — суддею, віце-легатом і віцерегентом в Болоньї. Втративши надію повернутися в рідне місто, він переселився 1538 році в Феррару, звідки був викликаний папою Павлом III в Рим і призначений фіскальним адвокатом апостоличної камери. Помер 6 червня 1558 року. Деякі його юридичні твори передруковувалися багато разів.
З його п'яти синів найстарший, Джованні Альдобрандіні, померлий в 1573 році, був членом трибуналу Роти, єпископом Імоли і в 1570 кардиналом. Він також відомий як юридичний письменник нарівні зі своїм братом, П'єтро Альдобрандіні, який успадковував своєму батькові на посаді адвоката апостоличної камери. 

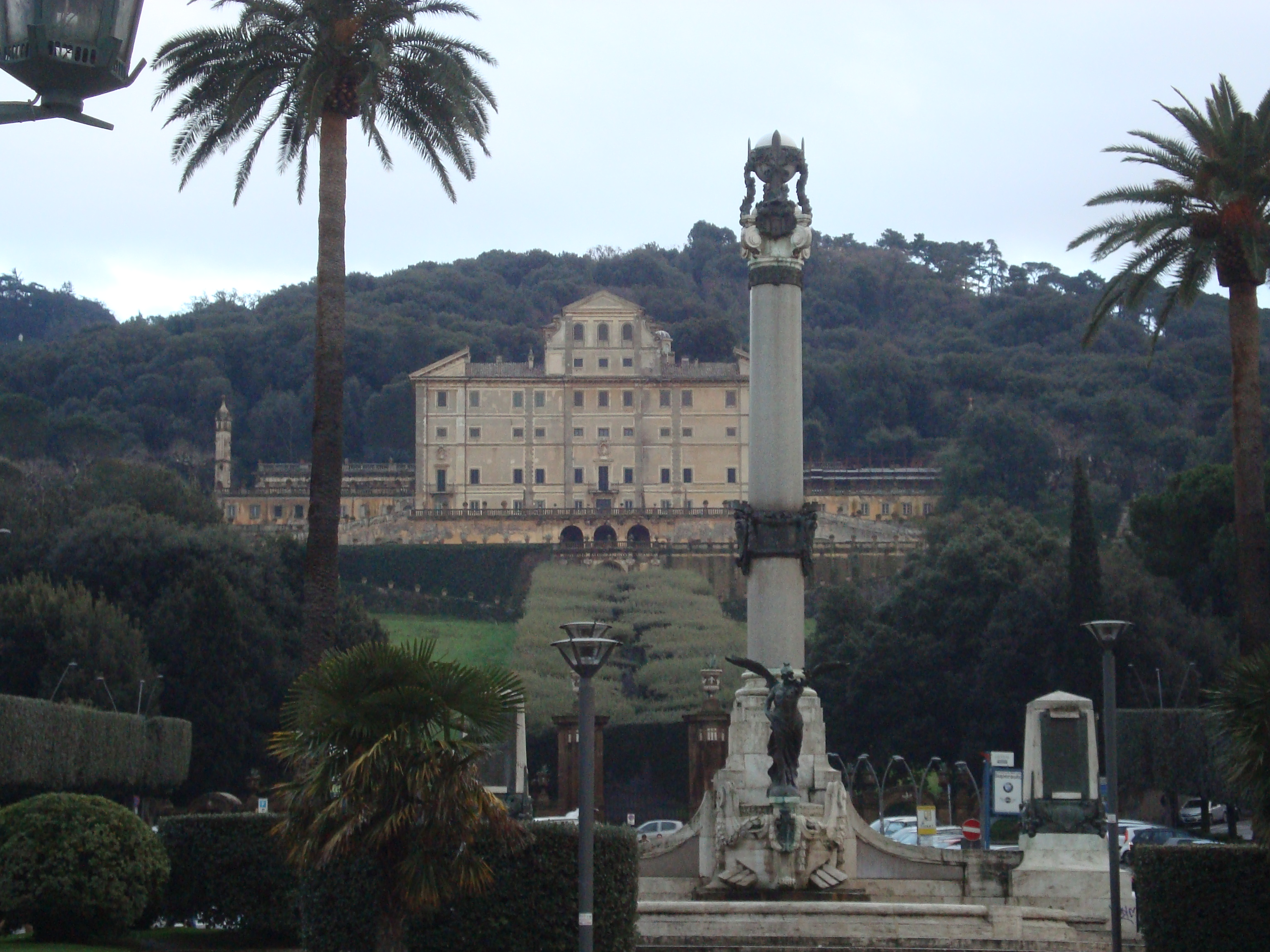
Вілла Альдобрандіні початку XVII століття — зразок ранньобарокового заміського будинку у Фраскаті

Син останнього П'єтро Альдобрандіні, народився в Римі в 1571 році, отримав вже на 22-му році життя, під час понтифікату свого дядька, кардинальську шапку, був у ролі папського легата посередником при укладенні Ліонського миру між Францією і Савоєю в 1601 році і в царювання свого дядька майже один завідував усіма державними справами. При Павлі V він отримав (1604) архієпископство Равенну і помер у Римі 10 лютого 1622 року. Він був великим другом і покровителем наук і сам написав твір «Apophtegmata perfecto de principe» (Париж, 1600, Франкфурт, 1603). 

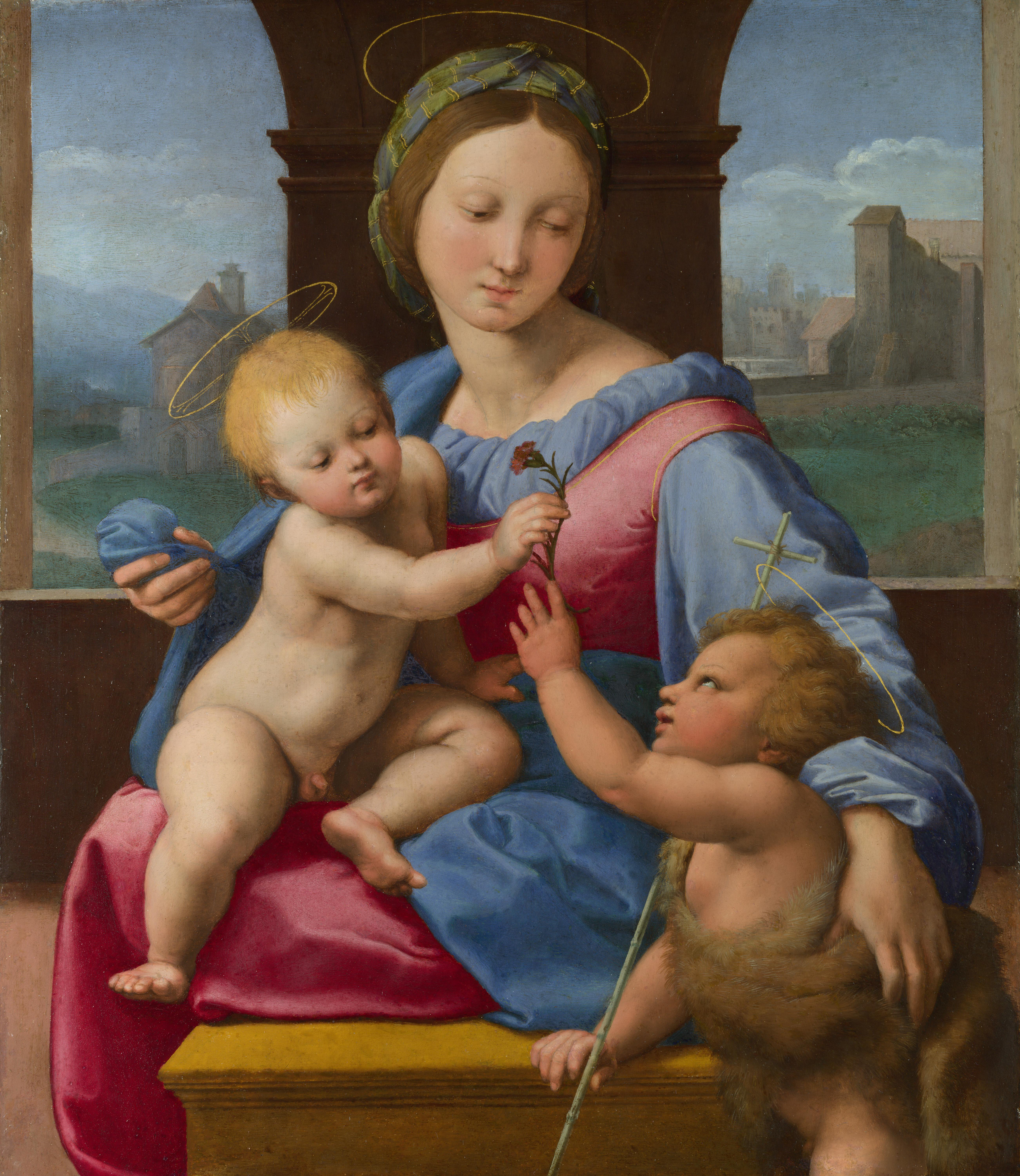
Рафаель. «Мадонна Альдобрандіні»

Більше за всіх піднісся Іпполіто Альдобрандіні, молодший син Сальвестро, відомий як папа Климент VIII. Він нар. у Фано 1536, зайняв папський престол 1592 і помер у 1605 році.
Четвертий син Сальвестро, Томмазіо Альдобрандіні, померлий в молоді роки на посаді секретаря при папі Павлі V, прославився латинським перекладом Діогена Лаертського, який забезпечив примітками; переклад виданий його племінником П'єтро Альдобрандіні разом з грецьким текстом (Рим, 1594).
Племінник його Джованні Франческо Альдобрандіні, народився у 1546, був пожалуваний своїм дядьком Климентом VIII в князі, обіймав посаду папського генерала, каштеляна при замку святого Ангела і капітана папської гвардії. Два рази його посилали в Угорщину на допомогу імператору проти турків (1594 і 1601) і помер у другому поході в Бараздині.
Маргарита Альдобрандіні народилася в Каподімонте 29 березня 1588 року. Дочка Джованні Франческо Альдобрандіні і Олімпії Альдобрандіні, племінників Папи Климента VIII, і була обіцяна в дружини герцогу Рануччо I Фарнезе для встановлення миру між сім'ями Альдобрандіні і Фарнезе. Стала герцогинею Пармської, а після смерті чоловіка — регентом герцогства Пармського.
Його старший син, Сальвестро Альдобрандіні, отримав кардинальське звання на чотирнадцятому році життя. Римська гілка цього сімейства згасла 1681 з Оттавією, дочкою Джованні Джорджіо Альдобрандіні, князя Россано. Володіння їх перейшли до Боргезе і Памфілі, так що другі сини в сімействі Боргезе носять з 1769 титул князів Альдобрандіні. Флорентійська лінія згасла у другій половині XIX століття. Художні скарби згаслого роду експонуються в римській галереї Памфілі.